# Formation (Geologie)
Die Formation in der Geologie ist eine im Gelände leicht identifizierbare und in einer geologischen Karte gut darstellbare Gesteinseinheit, die zur genaueren Beschreibung und Untergliederung der Gesteinsabfolge in einer Region dient. Die Formation ist die Grundeinheit in der Lithostratigraphie. Sie kann sowohl weiter unterteilt als auch mit weiteren Formationen zu größeren Einheiten zusammengefasst werden. Ihre Definition ist von der Chronostratigraphie, der Biostratigraphie und der Geochronologie unabhängig.

## Anforderungen
Eine Formation soll sich lithologisch deutlich von räumlich oder zeitlich benachbarten lithostratigraphischen Einheiten unterscheiden. Weiter muss eine Formation in einer geologischen Karte mindestens im Maßstab 1:10.000 als eigenständiger Gesteinskörper bzw. Kartiereinheit darstellbar sein. Dies erfordert gewisse Mindestwerte hinsichtlich der räumlichen Ausdehnung des entsprechenden Gesteinskörpers.

## Definition
Eine Formation wird durch ein Typusprofil an einer ganz bestimmten Lokalität (Typlokalität) definiert. Die Grenzen zu den benachbarten Gesteinseinheiten werden nur durch Wechsel in der Lithologie festgelegt, nicht geochronologisch oder chrono- oder biostratigraphisch. Zur Definition einer Formation können morphologische, sedimentologische, petrologische, mineralogische, paläontologische sowie chemische oder physikalische Merkmale herangezogen werden. Fossilien werden zunächst einmal als lithologisches Merkmal betrachtet.
Der Name einer Formation ist zweiteilig und wird meist aus dem Namen der Typlokalität oder eines historischen Begriffes, jeweils unter Hinzufügung des Begriffes „Formation“ (getrennt durch Bindestrich) gebildet (z. B. Mergelstetten-Formation nach Mergelstetten oder Opalinuston-Formation = alter historischer Begriff; beide Beispiele aus dem Süddeutschen Jura).
Der bezeichnende Name einer Formation muss eindeutig sein, darum kann ein Lokalitätsname (oder auch historischer Name) nur einmal verwendet werden. Formationen werden wie alle anderen lithostratigraphischen Einheiten in Namensverzeichnisse aufgenommen, die von den geologischen Diensten der jeweiligen Bundesländer geführt werden.
In Österreich werden neue lithostratigraphische Einheiten von der Geologischen Bundesanstalt in Wien veröffentlicht und in die Datenbank „Lithstrat“ der Österreichischen Akademie der Wissenschaften, der Arbeitsgruppe „Stratigraphie“ der Österreichischen Geologischen Gesellschaft und der Geologischen Bundesanstalt aufgenommen. In Deutschland hält die Bundesanstalt für Geowissenschaften und Rohstoffe (BGR) in Hannover eine Online-Datenbank der lithostratigraphischen Einheiten Deutschlands (LithoLex) vor.

## Gliederung
Eine Formation kann – muss aber nicht – in Subformationen (engl. Members) untergliedert werden, die wiederum in einzelne Bänke gegliedert sein können. Mehrere Formationen können zu Gruppen zusammenfasst werden.

## Historische Bezeichnungen
In der älteren Literatur, z. T. auch noch in der heutigen populärwissenschaftlichen Literatur, wird der lithostratigraphisch bestimmte Begriff „Formation“ oft unscharf und/oder für völlig andersartige Einheiten in der Geologie verwendet. So wurde Formation häufig synonym für die chronostratigraphischen Begriffe System, Serie oder z. T. auch Stufe, verwendet („Jura-Formation“, „Lias-Formation“ oder „Tithon-Formation“). Der Begriff „Formation“ wurde ferner auch zur Bezeichnung von größeren lithostratigraphischen Einheiten verwendet (z. B. „Subapenninen-Formation“), die heute mit in der Hierarchie der lithostratigraphischen Einheiten wesentlich höheren Rängen bezeichnet werden.
Umgekehrt wurden früher lithostratigraphische Einheiten, die heute als Formation oder Subformation bezeichnet werden, häufig als „Serie“ oder „Schicht“ bezeichnet. Insbesondere der Begriff „Serie“ sollte nicht mehr im Sinne der jetzigen Bedeutung von Formation (oder Subformation) verwendet werden, da er für eine chronostratigraphische Einheit reserviert ist.